# Svarttjärnen
Der Svarttjärnen ist ein 0,07 km² großer See in der schwedischen Gemeinde Örnsköldsvik. Er liegt auf 139 m ö.h. und hat eine Länge von 400 m, bei einer maximalen Breite von 150 m.

## Geographie
Der Svarttjärnen ist ein kleiner Waldsee in der Nähe von Själevad, der durch den Kvarnbäcken (Deutsch Mühlbach) zum Moälven hin entwässert wird.